# American Hardcore (album)
American Hardcore è il quinto album degli L.A. Guns, uscito il 29 ottobre 1996 per l'etichetta discografica CMC International.

## Tracce
1. F.N.A. – 0:21 (Crypt, Guns, Riley, Vandahl)
2. What I've Become – 3:37 (Crypt, Guns, Nickels, Riley, Vandahl)
3. Unnatural Act – 4:09 (Crypt, Guns, Riley, Vandahl)
4. Give – 3:16 (Crypt, Guns, Nickels, Riley, Vandahl)
5. Don't Pray – 4:06 (Crypt, Guns, Nickels, Riley, Vandahl)
6. Pissed – 4:01 (Crypt, Guns, Nickels, Riley, Vandahl)
7. Mine – 3:35 (Crypt, Guns, Nickels, Riley, Vandahl)
8. Kevorkian – 4:45 (Crypt, Guns, Nickels, Riley, Vandahl)
9. Hey World – 5:01 (Black, Crypt, Guns, Riley, Vandahl)
10. Next Generation – 2:32 (Black, Crypt, Guns, Riley, Vandahl)
11. Hugs and Needles – 3:08 (Crypt, Guns, Riley, Vandahl)
12. I Am Alive – 6:59 (Crypt, Guns, Riley, Vandahl)

Durata totale: 45:30

## Formazione
- Chris Van Dahl - voce
- Tracii Guns - chitarra
- Johnny Crypt - basso
- Steve Riley - batteria

### Altri musicisti
- Tommy Eyre - tastiere
- Scott King - mandolino e cori
- Denis Degher - cori
- Paul Alvarez - cori
- Riley Baxter - cori
- Scarlet Rivera - archi